# Ylivieska
Ylivieska è una città finlandese di 15293 abitanti, situata nella regione dell'Ostrobotnia Settentrionale.
Ylivieska è anche il centro commerciale della regione meridionale di Oulu, la parte a sud della provincia di Oulu.
Le città più vicine sono Oulu (130 km a nord) e Kokkola (79 km a sud), i comuni limitrofi sono Oulainen, Haapavesi, Nivala, Sievi, Kalajoki, Alavieska e Merijärvi.
Nel comune si parla unicamente finlandese.
La città è caratterizzata dal fiume Kalajoki, che corre da SE a NW attraverso il centro della città. La superficie agricola ed economica del bacino del fiume Kalajoki è conosciuto come Kalajokilaakso.
Ylivieska si trova lungo la ferrovia dell'Ostrobothnia, che porta da Helsinki, nel sul Golfo di Finlandia a Rovaniemi, nel nord del paese. La ferrovia è stata aperta nel 1886 e ha avuto un ruolo significativo nello sviluppo economico della città.
Qui sono nati il politico Kyösti Kallio il fondista Asko Autio.